# Naloučany

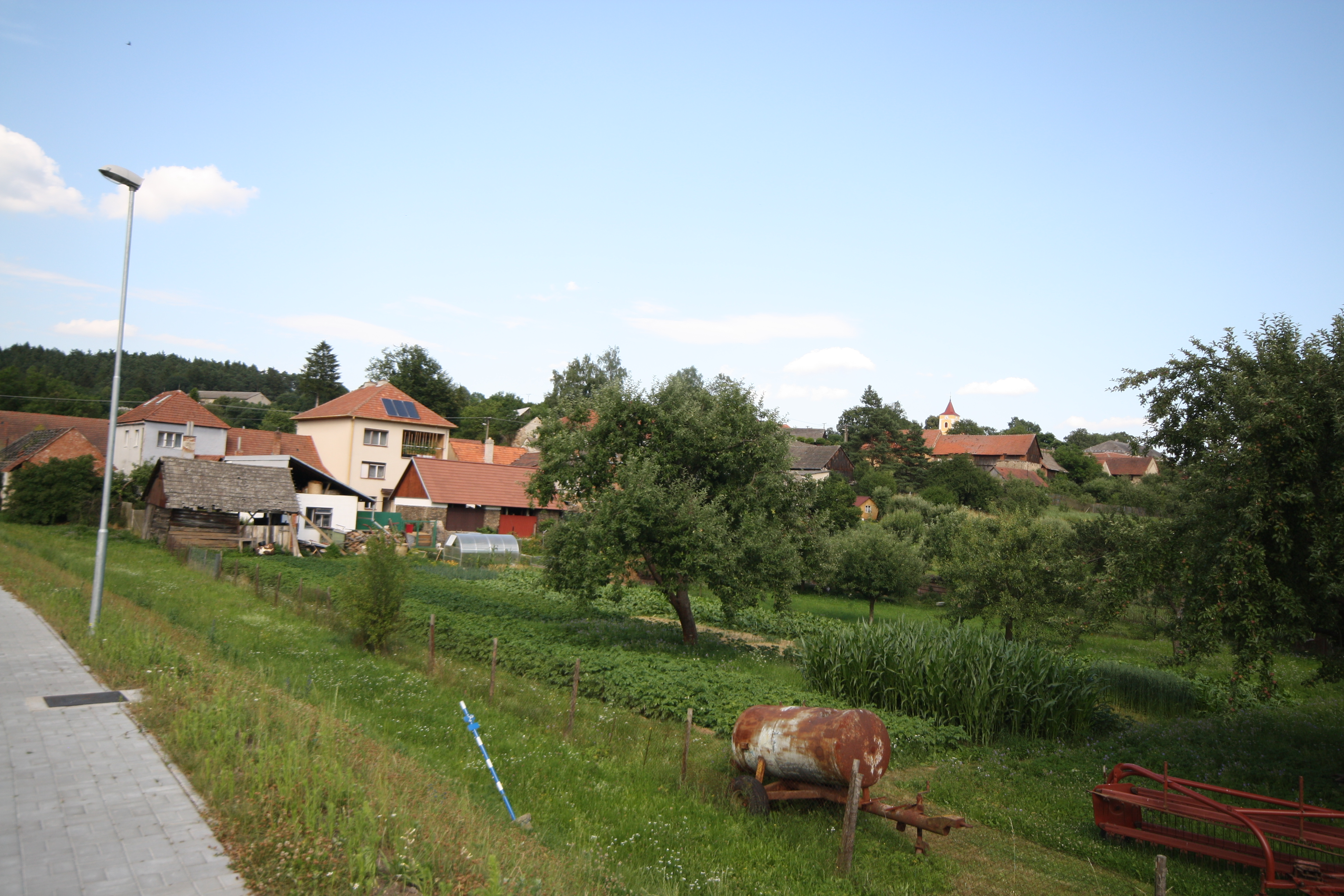
Blick über die Gärten auf das Dorf

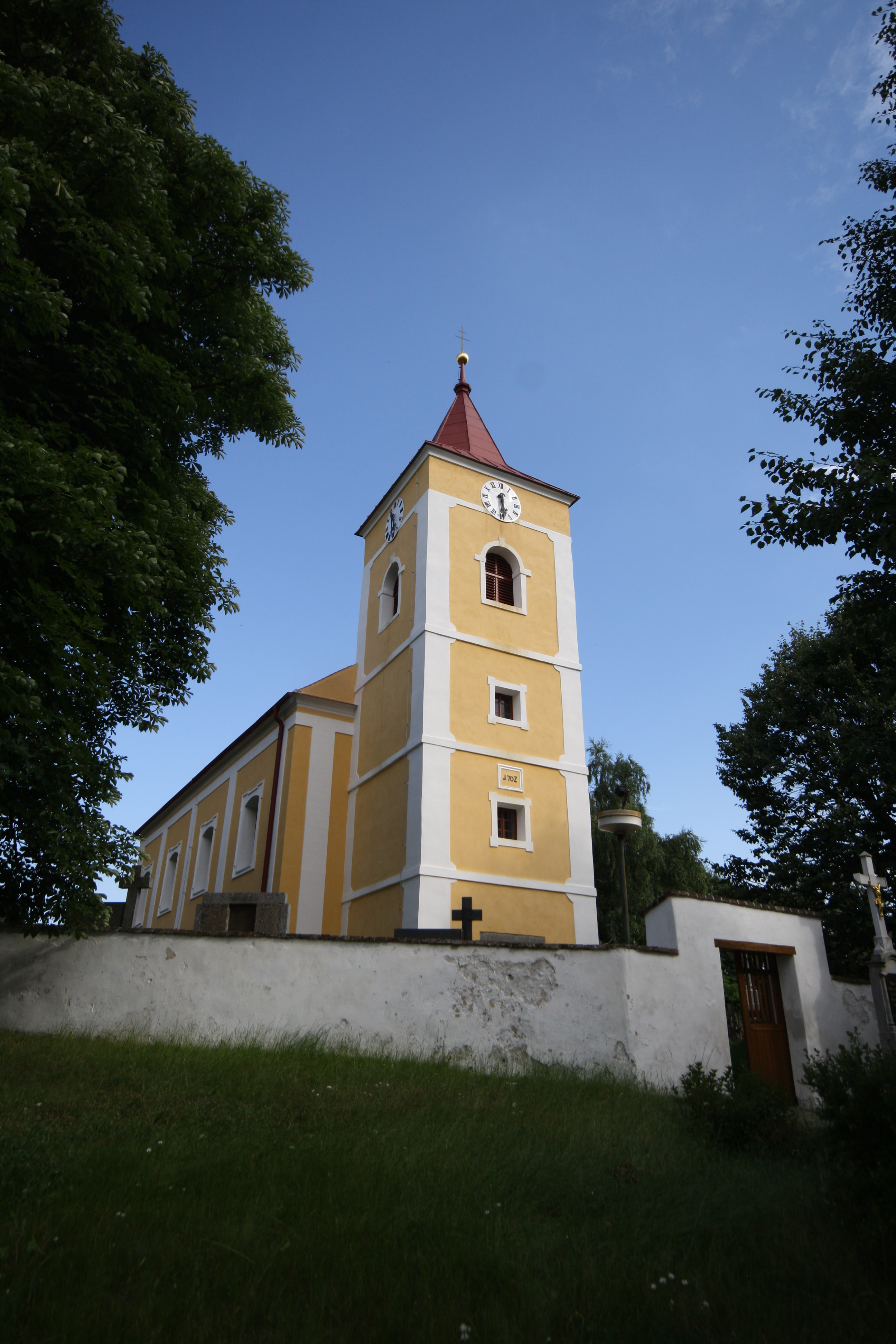
Kirche des hl. Jakobus

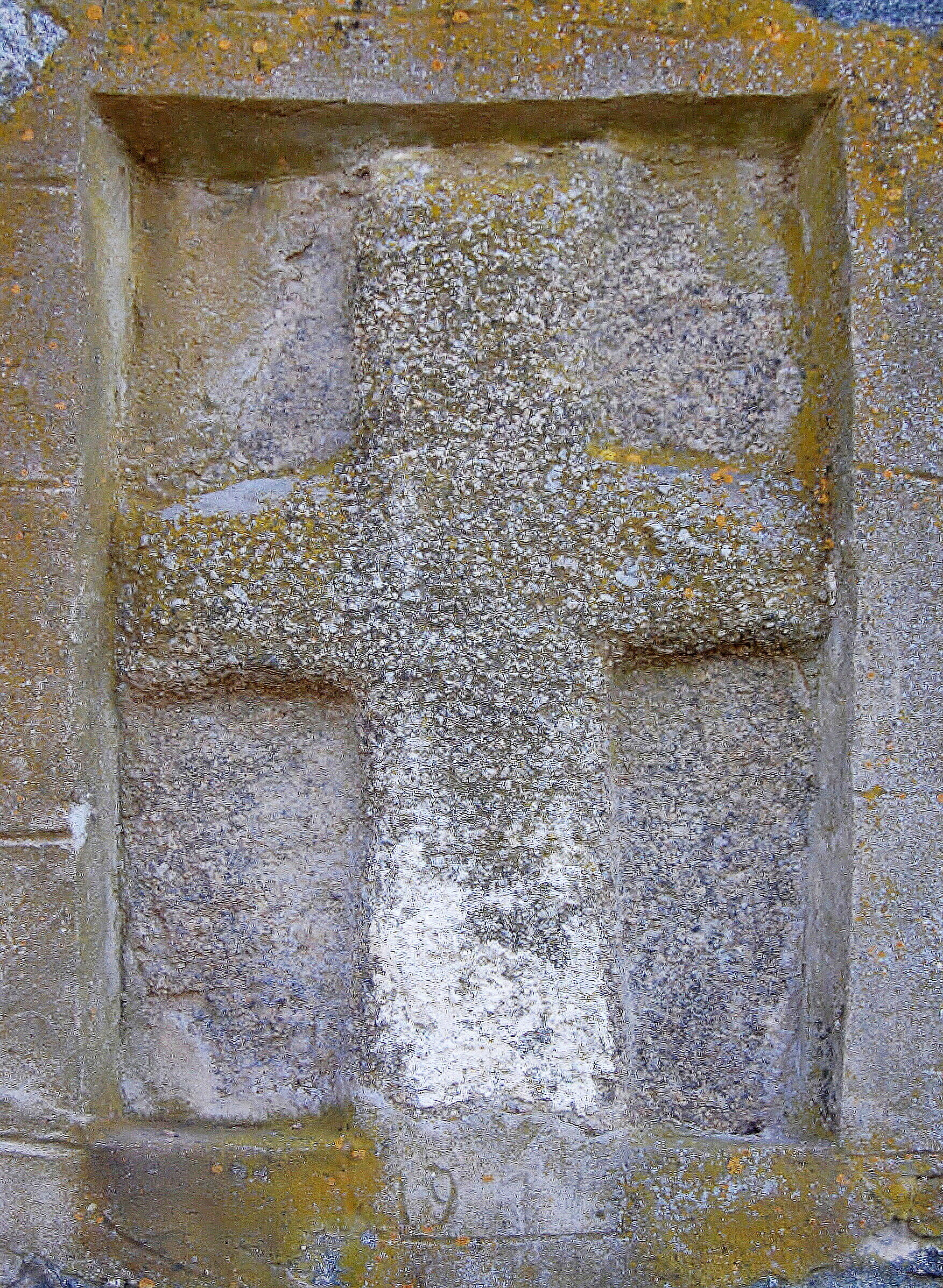
Sühnestein

Naloučany (deutsch Nalautschan) ist eine Gemeinde in Tschechien. Sie liegt drei Kilometer nördlich von Náměšť nad Oslavou und gehört zum Okres Třebíč.

## Geographie
Naloučany befindet sich unterhalb der Einmündung der Jasinka am linken Ufer der Oslava in der Jevišovická pahorkatina (Jaispitzer Hügelland) im Süden der Böhmisch-Mährischen Höhe. Nordöstlich erheben sich die Kobelčiny (457 m n.m.).
Nachbarorte sind Čikovská Myslivna, Jasinka und Čikov im Norden, Důl Pucov, Jasenice und Pucov im Nordosten, Jinošov im Osten, Jedov, Otradice und Jedovský Mlýn im Südosten, Náměšť nad Oslavou, Padrtův Mlýn und Vícenice u Náměště nad Oslavou im Süden, Placký Dvůr im Südwesten, Ocmanice im Westen sowie Zahrádka, Naloučanský Mlýn und Vaneč im Nordwesten.

## Geschichte
Die erste schriftliche Erwähnung von Naloučany erfolgte im Jahre 1238, als der Ritter Klemens das Dorf der Zisterzienserinnenabtei Porta Coeli schenkte. König Wenzel I. bestätigte 1240 dem Kloster den Besitz. Da das Dorf von den übrigen Klostergütern abgelegen war, veräußerten es die Zisterzienserinnen. Im Jahre 1360 gehörte Naloučany zu den Gütern des Johann von Meziříč. 1436 wurden zwei Mühlen – „nad Nalúčany“ und „pod Nalúčany“ – erwähnt. Als die Herren von Krawarn 1437 die Burgherrschaft Namiescht an Matthäus Schwanberg von Skrziwin veräußerten, war Nalouczan bereits Teil derselben. Im Zuge dieses Kaufs wurde auch die Pfarrkirche des hl. Jakobus erstmals genannt. Eine weitere Mühle, die Maněk-Mühle (Maňkův mlýn), ist seit 1545 nachweisbar. Die Pfarrei Naloučany erlosch nach 1628. Die Mühle „nad Nalúčany“ bestand nach dem Dreißigjährigen Krieg nicht mehr. Ab 1752 gehörte die Herrschaft Namiescht den Grafen Haugwitz.
Im Jahre 1842 bestand das im Znaimer Kreis im engen Tal gelegene Dorf Nalautschan bzw. Nalaučany aus 42 Häusern, in denen 300 Personen lebten. Im Ort gab es die Tochterkirche St. Jakob und ein Wirtshaus. Abseits lag die Jassinker Mühle. Pfarrort war Namiescht. Bis zur Mitte des 19. Jahrhunderts blieb Nalautschan der Fideikommissgrafschaft Namiescht untertänig.
Nach der Aufhebung der Patrimonialherrschaften bildete Naloučany / Nalautschan ab 1849 einen Ortsteil der Marktgemeinde Namiest im Gerichtsbezirk Namiest. Im Jahre 1850 brannte das gesamte Dorf nieder. 1862 wurde eine Gemeindeschule gegründet. Ab 1869 gehörte Naloučany zum Bezirk Trebitsch. Zu dieser Zeit hatte das Dorf 357 Einwohner und bestand aus 43 Häusern. Im Jahre 1872 löste sich Naloučany von Namiest los und bildete eine eigene Gemeinde. Im Jahre 1900 lebten in Naloučany 337 Personen; 1910 waren es 320. In der Flur „Na Vápených“ entstand 1907 ein Kalksteinbruch. Im Gemeindebruch in der Flur „V červené skále“ wurde roter Granit gewonnen, er wurde u. a. für das örtliche Gefallenendenkmal sowie für die in Čikov, Předín und Třebíč verwendet. Beim Zensus von 1921 lebten in den 51 Häusern der Gemeinde 346 Tschechen. Im Jahre 1930 bestand Naloučany aus 59 Häusern und hatte 294 Einwohner. In den Jahren 1930–1940 betrieb das Unternehmen „Serpentinia“ aus Ocmanice den Kalkbruch „Na Vápených“. Einen weiteren Kalkbruch betrieb bis 1932 Josef Přichystal. In den Jahren 1938–1947 baute „Serpentinia“ in einem weiteren Steinbruch Ortho-Amphibolit ab. Zwischen 1939 und 1945 gehörte Naloučany / Nalautschan zum Protektorat Böhmen und Mähren. 1948 wurde die Gemeinde dem Okres Velká Bíteš zugeordnet. Im Jahre 1950 hatte Naloučany 248 Einwohner. Im Zuge der Gebietsreform und der Aufhebung des Okres Velká Bíteš wurde die Gemeinde am 1. Juli 1960 dem Okres Třebíč zugewiesen. 1974 erfolgte der Bau der Straßenbrücke über die Oslava nach Ocmanice, zuvor waren beide Dorfer nur mit einer Fußgängerbrücke verbunden. Mit Beginn des Jahres 1980 erfolgte die Eingemeindung nach Náměšť nad Oslavou, seit dem 1. August 1990 besteht die Gemeinde Naloučany wieder. Beim Zensus von 2001 lebten in den 72 Häusern von Naloučany 133 Personen.

## Gemeindegliederung
Für die Gemeinde Naloučany sind keine Ortsteile ausgewiesen. Zu Naloučany gehören die Einschichten Čikovská Myslivna, Jasinka (Jassinka) und Naloučanský Mlýn.

## Sehenswürdigkeiten
- Kirche Jakobus des Älteren, sie entstand im 14. Jahrhundert und wurde 1437 erstmals erwähnt. 1707 erfolgte ein Umbau, bei dem die hölzerne Glockenkammer durch eine gemauerte ersetzt wurde. In der Mitte des 18. Jahrhunderts erfolgte der Anbau einer Seitenkapelle. Nach dem Brand von 1850 wurde der zerstörte Turm nicht wieder in alter Höhe herstellt, die Seitenkapelle wurde zur Sakristei umgebaut. 1903 erhielt der Kirchturm wieder eine Überdachung. Im Innern ist ein gotischer Kern erhalten. Das Altarretabel zeigt Jakobus den Älteren und ist ein Werk des Wiener Malers G. Thomas vom Ende des 18. Jahrhunderts. Nachdem die irreparabel verschlissene Orgel 1909 abgebaut worden war, stiftete 1915 der aus Ocmanice stammende gräfliche Kammerdiener Báňa aus Frauenthal in der Schweiz eine neue Orgel.
- Sühnestein in der Gartenmauer des Hauses Nr. 1
- Kreuzstein in der Kirchhofsmauer
- Kapelle der hl. Anna an der Straße nach Pucov, erbaut 1856. Im Innern befindet sich eine Statue der Anna selbdritt aus der Mitte des 18. Jahrhunderts.
- Denkmal für die Gefallenen des Ersten Weltkrieges auf dem Dorfplatz